# 영양여자고등학교
영양여자고등학교(英陽女子高等學校)는 대한민국 경상북도 영양군 영양읍 동부리에 있는 사립 고등학교이다.

## 학교 연혁
- 1970년 10월 14일 : 초대 이사장 권형태 취임
- 1973년 3월 4일 : 영양여자고등학교 개교
- 1973년 3월 30일 : 영양여자고등학교 개교식 거행
- 1973년 6월 20일 : 영양여자고등학교 예비 인가
- 1973년 12월 20일 : 신축교사 2층 4교실 준공
- 1977년 1월 31일 : 제1회 졸업식 거행 (졸업생 총수 108명)
- 1979년 10월 19일 : 학급증설 인가 (9학급)
- 1992년 3월 5일 : 영양여자고등학교 정보처리과 인가(3학급)
- 1997년 3월 1일 : 경상북도 교육청 지정 농촌지역중심학교로 선정
- 1998년 1월 21일 : 영양여자고등학교 함박생활관(기숙사) 준공
- 2001년 10월 16일 : 학칙개정 정보처리과 폐과(보통과 9학급 편성)
- 2002년 10월 11일 : 율호관(다목적종합체육관) 및 독서실(250석) 준공
- 2016년 1월 29일 : 제6대 이사장 권영희 취임
- 2020년 3월 1일 : 제9대 교장 김옥순 취임
- 2024년 1월 5일 : 제48회 졸업식 거행 졸업생 총수 (5,299명)

## 참고 자료
- 영양여자고등학교 - 한국교육학술정보원 학교알리미